# 大村武彦
大村 武彦（おおむら たけひこ、1908年12月19日 - 1994年8月23日）は、日本の銀行家。西日本相互銀行社長、会長を務めた。福岡県出身。

## 経歴
1936年に九州帝国大学法科を卒業し、同年に朝鮮銀行に入行。
1947年3月に福岡税務署で勤務し、1948年3月に熊本財務局理財局長を経て、1952年2月に西日本相互銀行に転じ、1964年5月に取締役に就任し、1968年5月に常務、1971年5月に専務を経て、1973年7月に社長に就任。1982年10月に会長に就任し、1984年6月に名誉会長を経て、1986年6月に常任相談役に就任。
1975年9月に藍綬褒章を受章し、1981年4月に勲三等瑞宝章を受章。。
1994年8月23日急性肺炎のために死去。85歳没。